# Drnek
Drnek (en allemand : Rasen) est une commune du district de Kladno, dans la région de Bohême-Centrale, en Tchéquie. Sa population s'élevait à 171 habitants en 2020.

## Géographie
Drnek se trouve à 6 km au nord de Stochov, à 12 km au nord-ouest de Kladno et à 36 km à l'ouest-nord-ouest de Prague.
La commune est limitée par Jedomělice au nord, par Malíkovice et Ledce à l'est, par Hradečno au sud, et par Mšecké Žehrovice et Mšec à l'ouest.

## Histoire
Deux villages existaient à l'emplacement de Drnek, mais ils disparurent avant la fin du Moyen Âge. Le village actuel existe depuis le début du XVIIe siècle.